# Aides pour la protection de l'environnement en France
 (décembre 2013).
Si vous disposez d'ouvrages ou d'articles de référence ou si vous connaissez des sites web de qualité traitant du thème abordé ici, merci de compléter l'article en donnant les références utiles à sa vérifiabilité et en les liant à la section « Notes et références ».
Depuis la création en 1971 du premier ministère chargé de l'environnement l'enjeu environnemental a peu à peu gagné en importance dans les politiques publiques et d'aménagement du territoire, ainsi qu'en ce qui concerne la qualité de vie et la santé environnementale.
Les aides sont attribuées et différenciées selon un zonage qui a évolué dans le temps et l'espace au gré de la décentralisation et d'une évolution des priorités environnementales. 

Ce mouvement s'inscrit aussi dans le cadre d'un contexte international ayant fait lors du Sommet de la Terre 1992 (à Rio) de la restauration, protection et gestion de l'environnement trois des grandes priorités du développement soutenable. L'Europe s'est également engagée dans cette voie.
En France, les collectivités (comme d'autres communautés supranationales) se sont dotées d'outils financiers et de stratégies fiscales et financières visant à financer, évaluer ou orienter la protection des ressources naturelles, des habitats et de la biodiversité, de l'eau, de l'air, des sols, des paysages, etc. Des aides en ingénierie ou des aides matérielles ou passant par la protection foncière complètent ces dispositifs qui ont évolué, pour la plupart depuis les années 1970 à 1990.  Deux agences (Agence de l'eau, et ADEME) ont fortement contribué à organiser et distribuer ces aides, respectivement pour la protection des ressources en eau et pour la protection du Climat. Une Agence pour la biodiversité est également en cours de création. Les  Départements et les Régions sont également des sources plus locales d'aides pour la protection d'espaces naturels sensibles, la création de réserves naturelles et diverses opérations de restauration écologique, ou via la trame verte et bleue. l'Europe via des programmes spécifiques (ex : FEDER « FEADER » programme Life, Réseau Natura 2000, vient souvent abonder les aides des collectivités nationales.
Les politiques environnementales sont aussi pour partie un soutien à l'innovation. Pour répartir ses aides, l'Europe retient le principe général de la subsidiarité, mais ce sont souvent les États qui répartissent ensuite ces aides au niveau national, avec les collectivités selon les compétences que le législateur leur a accordées et selon les budgets dont elles disposent. Les Agences de l'eau travaillent selon une autre logique qui est celle des bassins versants et des masses d'eau, avec certaines limites toutefois.

## Le Fonds National pour l’Aménagement et le Développement du Territoire(FNADT)
Le Fonds national d'aménagement et de développement du territoire est une subvention nationale définie par la Loi du 25 juin 1999. Il concerne des subventions axées sur des actions innovantes ou expérimentales en matière d’aménagement et de développement durable d’un territoire. 
Ces aides sont l’objet d’un examen annuel permettant de vérifier la bonne utilisation de l’argent public.
- Projets et Actions éligibles

Les aides apportées par le FNADT concernent des projets relatifs à la gestion de l’espace et de l’environnement  dans le cadre de projets d’agglomération ou de processus de solidarité entre pôle rural et pôle urbain dans l’objectif de l’organisation d’un « pays ».
Ces projets se traduisent en 2 actions concourant à une optique environnementale :
- - Les actions qui concourent à accroître l’attractivité des territoires, par la mise en œuvre de programmes visant à assurer une meilleure préservation des milieux naturels et des ressources ou favorisant l’image du patrimoine naturel, social ou culturel.
  - Les actions innovantes ou expérimentales, notamment dans le cadre de  projet d’ingénierie  pour la mise en place de pays, d’agglomérations, de parcs naturels, etc
- Conditions d'aide financière

Le demandeur remplit un dossier de demande de subventions du FNADT comprenant l’intitulé du projet, sa description technique, ses indicateurs de réalisation, un devis estimatif du projet, le plan de financement provisionné, l’insertion éventuelle du projet dans des politiques communautaires européennes. Le secrétaire général aux affaires régionales (SGAR) a la charge de la coordination et l’instruction des dossiers relatifs aux opérations d’intérêt régional, ce qui s’inscrit à juste titre dans le cadre de l’obtention de la subvention FNADT.
Néanmoins, cette compétence peut être déléguée par ce dernier au préfet de département.
Exemple d'aide du FNADT

Les NTIC sont un des moyens de faire circuler de l'information en polluant moins ; En plus du plan national "Écoles numériques rurales" de l'État, Manche Numérique a lancé son programme "Écoles communicantes" en 2009. Ce programme offrait aux intercommunalités qui le souhaitaient la possibilité d'élaborer un projet d'équipement informatique sur leur territoire avec pour objectifs de :
- développer l’appropriation de l’outil informatique
- développer les usages de l’outil internet
- faciliter l’acquisition de compétences numériques.

Cet appel à projet a confirmé le besoin d'équipement numérique des établissements scolaires.

En tout ce sont 40 établissements qui ont pu bénéficier d'un soutien et d'un financement dans leur projet d'informatisation dont 33% ont été financés par le Fonds National d'Aménagement et de Développement du Territoire (FNADT).

## Aides régionalisées de l’État médiées par ses Agences

### Agences de l'eau

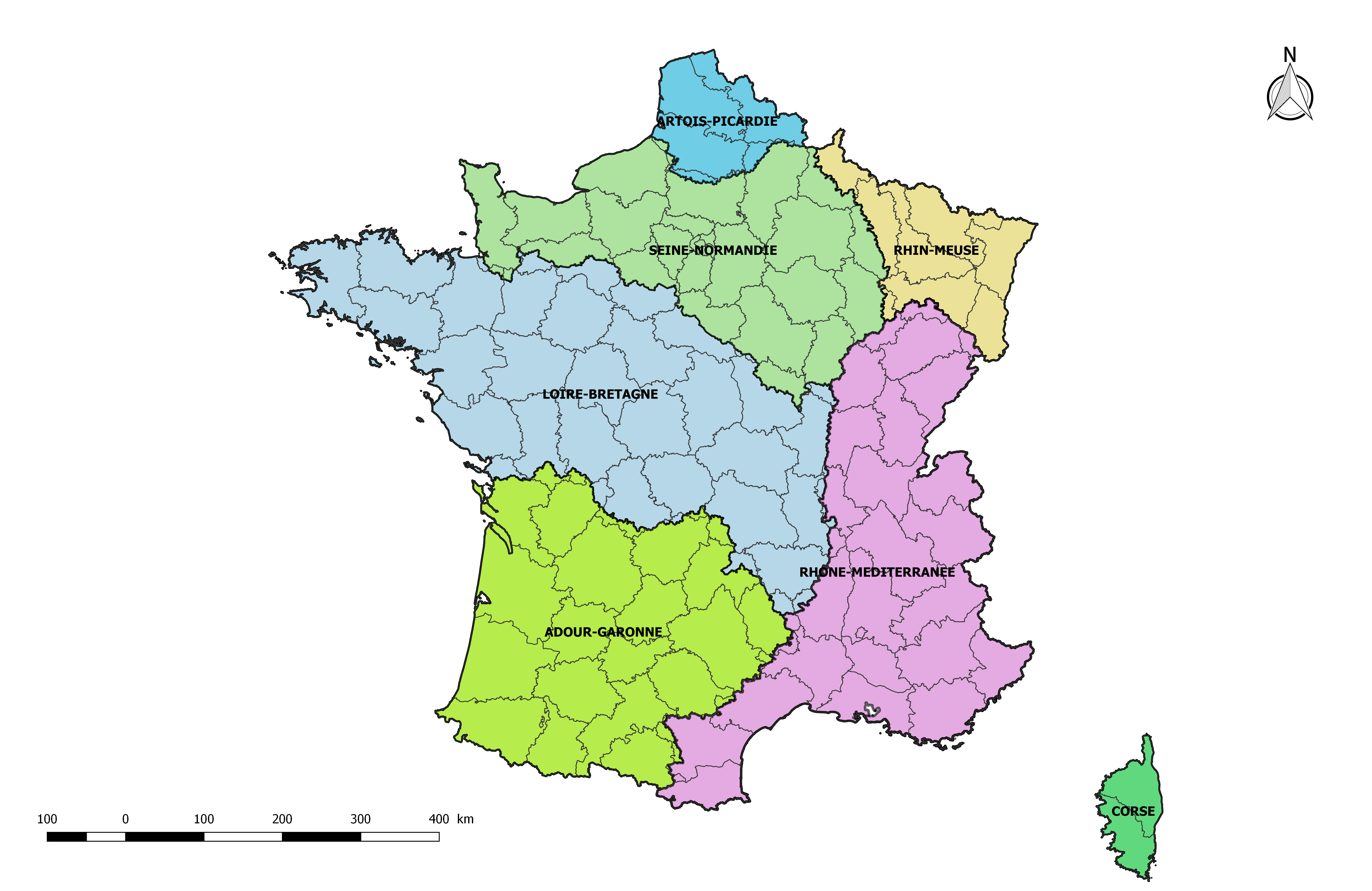
Carte des circonscriptions de bassin en France métropolitaine, territoires de compétence des agences de l'eau. L'agence Rhône-Méditerranée-Corse couvre deux circonscriptions de bassin, Rhône-Méditerranée et Corse.

L’agence de l’eau est la plus ancienne des agences environnementales françaises, souvent considérée comme un modèle de collecte et d'utilisation d'une écotaxe redistribuée pour la restauration qualitative et/ou quantitative de la ressource en eau. Elle s'inscrit dans le cadre des lois sur l'eau qui visent à une gestion décentralisée et participative. Ce sont des établissements publics de bassin (agences de l'eau et établissement publics territoriaux de bassin) qui ont vocation à planifier (schémas directeurs d'aménagement et de gestion des eaux notamment), évaluer et subventionner de nombreux maîtres d’ouvrage, industriels, collectivités, associations, agriculteurs… s'ils conduisent des actions d’améliorer de la qualité de l’eau et des milieux aquatiques et/ou minimisant la consommation de la ressource.
Il y six agences de l'eau en France. Chacun couvre un territoire aux ressources et besoins en eau particuliers et leur cadre international principal est devenu la directive cadre sur l'eau.
Le démarrage d'une opération aidée ne peut intervenir avant la réception du courrier d'accusé de réception de l’agence confirmant l’éligibilité de l'opération. Les aides sont plafonnées (montants inférieur et supérieur).
Exemple d'aides de l'agence de l'Eau du bassins Rhône-Méditerranée et Corse
- Lutter contre la pollution domestique
- Lutter contre la pollution industrielle
- Lutter contre la pollution agricole
- Préserver et restaurer les milieux aquatiques
- Préserver l'eau destinée à la consommation humaine
- Connaitre l'état des milieux aquatiques et évaluer les actions conduites
- Communiquer et éduquer à la préservation des milieux

### ADEME
Au travers de ses politiques et stratégies d'aide et de conseil, de sensibilisation et de subventions, cette agence nationale (anciennement AFME, et comportant des délégations régionales) a d'abord contribué à répondre aux chocs pétroliers. Elle a ensuite étendu son champ d'action (aux risques industriels, sites et sols pollués, santé environnement, lutte contre le changement climatique, adaptation climatique, haute qualité environnementale, etc.
Ses principales actions sont aujourd'hui :
- Des aides à l’investissement pour les économies d’énergie

L'aide aux économies d'énergie permet de financer, sous conditions, les projets d'investissements de nouveaux équipements liés à la production, à la distribution ou à l'utilisation d'énergie. Elle finance également les aménagements techniques d'équipements existants afin d'améliorer les performances énergétiques.
Selon les régions, les montants d'intervention différents peuvent être décidés. En fonction des budgets disponibles, les régions peuvent ne pas avoir mis en place ce dispositif.
- un Fonds chaleur ; il soutient les projets de production de chaleur ou d'électricité (en cogénération et/ou à partir d'énergies renouvelables, en lançant des appels à projet et en finançant des investissements de création ou de remplacement d'installation (ex : méthanisation biogaz, le solaire thermique collectif pour la production d'eau chaude sanitaire, etc.).

## Aides régionalisées de l’État médiées par ses services déconcentrés
Chaque service déconcentré, du fait du principe de libre administration et d’autonomie financière, propose ou non des aides et subventions en matière d’environnement aux entreprises et autres collectivités. Les aides sont principalement apportées par les DREALs (qui ont remplacé les DIRENs), éventuellement dans le cadre d'un Contrat de plan Etat-Région.

## Exemple d'aides régionales ou départementales

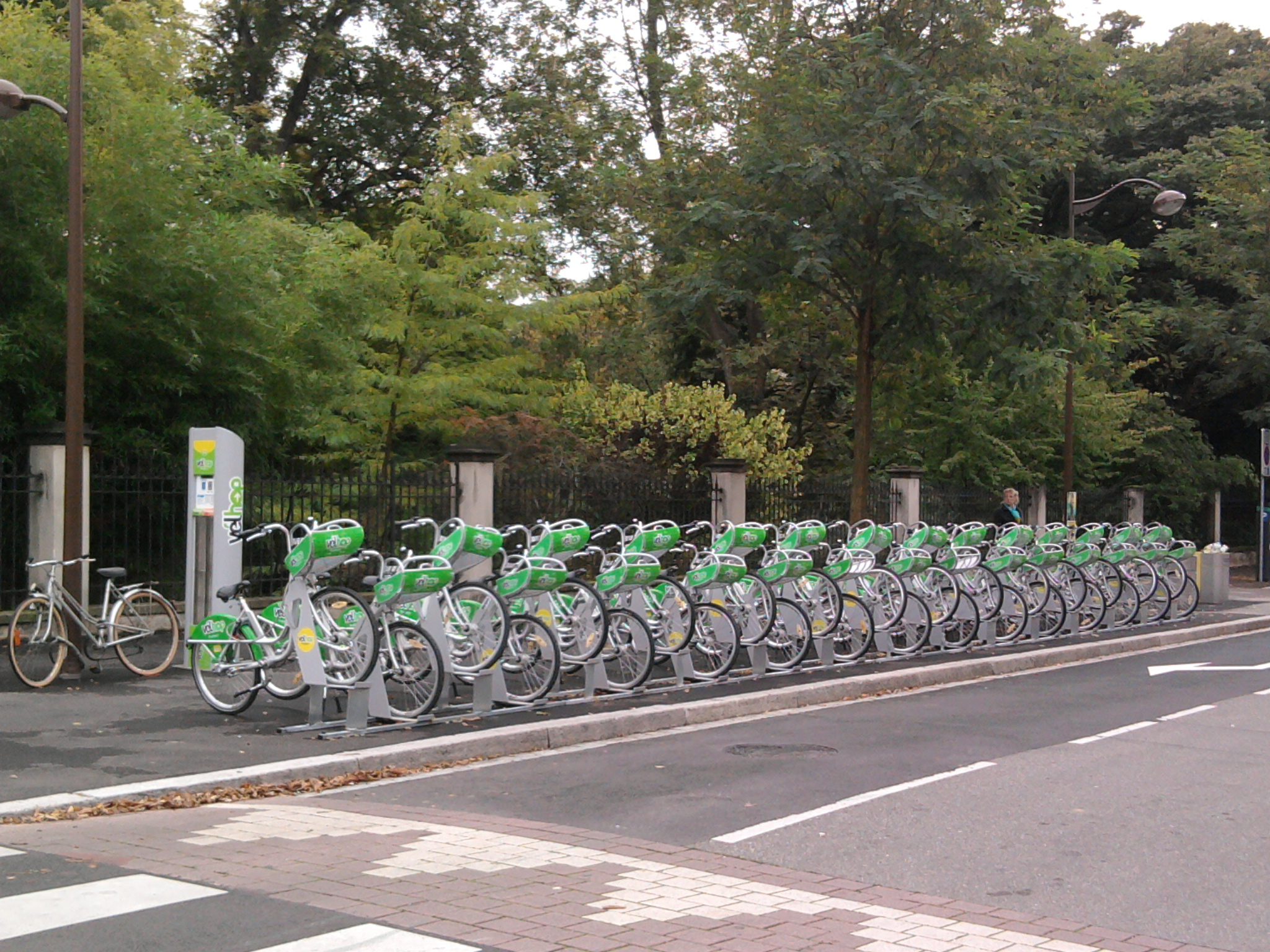
Mobilité durable : station Vélhop à Strasbourg.

Fonds Régional pour l’Environnement et la Maîtrise de l’Énergie (FREME), qui vise à :
- sensibiliser à la maîtrise de l'énergie et accompagner les acteurs locaux dans cette démarche ;
- promouvoir des politiques d'aménagement et de déplacement respectueuses de l'environnement (mobilité durable) ;
- améliorer la performance énergétique des bâtiments publics et privés, par l'obtention d'une certification HQE par exemple ;
- développer la production locale d'énergie renouvelable ;
- aider au développement de plans climat territoriaux ;
- sensibiliser les acteurs au management environnemental ;
- améliorer le traitement des déchets et inciter à la réduction du niveau des déchets ménagers par la mise en place de démarches écoresponsables.

Les principaux bénéficiaires sont :
- les collectivités locales ;
- les entreprises régionales d'un effectif inférieur à 250 salariés disposant d'une santé financière satisfaisante ;
- les organisations professionnelles ;
- les centres techniques et de recherche.

À titre d'exemple, le montant de l'intervention du Conseil régional de Picardie varie selon la prestation ; ainsi dans le cadre d'une demande d'aide à la décision, l'offre du FREME sera plafonné à hauteur de 52 500 euros par an mais si la prestation en quête de subventions concerne une étude ou une sensibilisation liée à une démarche environnementale, cette subvention est plafonnée à 60 000 euros. De plus, la décision d'octroi est prise par la Commission Permanente du Conseil régional de Picardie et après avis du « Comité de Programmation » du FREME

### Exemples d’aides départementales
Le Conseil général de l'Oise accompagne et subventionne près de 693 communes du département pour y réduire les fractures territoriales, économiques et environnementales. Ce Conseil général compte ainsi parmi les premiers partenaires des communes et de leurs groupements dans les domaines de l’aménagement communal (en matière de voirie, d'assainissement mais également de protection de l’environnement ainsi que de traitement des déchets ménagers)
Autre exemple, le Conseil général du Vaucluse apporte différentes subventions aux communes et intercommunalités de son territoire en matière d'environnement. Il a par exemple mis en place une subvention dédiée à l’implantation d’arbres dans le cadre du projet  « 20 000 arbres dans le Vaucluse », ce projet cherchant à valoriser et restaurer la biodiversité du territoire. Une autre subvention concerne les audits externes pour l’implantation d’éolienne sur les territoires communaux et intercommunaux.

### Exemple d’aides communales
La Ville de Hem propose - sous certaines conditions - incite et aide des particuliers à rénover ou améliorer leurs logements pour le rendre plus respectueux de l'environnement en améliorant :  
- l’isolation thermique par la pose de volets isolants, l’utilisation d’éco-matériaux tels que la laine de bois, de cellulose, de lin... La commune de Hem verse dans ce cas une aide limite de 500 euros par projet
- la régulation thermique ou réduction de la consommation énergétique par l'obtention d’appareils de régulation de chauffage...

La subvention est plafonnée pour ce type de  travaux à hauteur de 200 euros par projet
- La production d’énergie biomasse, par l’équipement de chauffage ou producteur d’eau chaude fonctionnant au bois, granulés… , dont l'achat sera subventionné par la commune à hauteur de 500 euros
- La production d’énergie solaire, par l'installation de chauffe eau solaire ou de plaques photovoltaïques

Tout particulier vivant sur le territoire communal peut en bénéficier, mais pas plus d'une fois tous les 3 ans
La ville de La Madeleine aide les particuliers à rénover ou équiper leur logement principal à l'aide d'écomatériaux concourant à la préservation de l’environnement, via un programme d’orientation pour les économies d’énergie, d’eau et le développement des énergies renouvelables, voté par le conseil municipal, proposant sept types d’aides, visant aussi à favoriser les démarches écocitoyennes avec ces administrés;  
- Aide destinée à la récupération des eaux pluviales
- Aide pour l'installation chauffe-eau solaire individuel
- Aide valorisant l'utilisation de matériaux isolants respectueux de l’environnement (écomatériaux
- Aide pour l'installation d'un chauffage au bois
- Aide pour l'installation d'un composteur-broyeur à végétaux
- Aide destinée à la mise en place d'une végétalisation de façade

Ces aides peuvent s’intégrer aux dispositifs financiers nationaux ou régionaux déjà existants.
La communauté de communes de Lacq a été pionnière pour l'aide à l'équipement de logement neuf ou ancien en installation photovoltaïque ou chauffage au bois. Cette intercommunalité oriente aussi les particuliers vers des équipements adaptés à leur besoin et à leurs attentes en matière de performance énergétique. Au total 719 194 € ont été alloués  par cette communauté de communes (755 dossiers traités).

## Les subventions communautaires

### Le FEDER

Carte des régions éligibles au FEDER entre 2014 et 2020.

Le Fonds européen de développement régional a pour objectif en matière d’environnement de préserver la qualité environnementale ainsi que de réduire la dépendance énergétique des différentes régions dans l’optique de conforter une image d’innovation au sein de celles-ci. Il est géré de manière plus ou moins partenariale avec l'État et les régions et quelques autres grandes collectivités.
Exemple d'application ; le FEDER dans le Nord-Pas-de-Calais:  Dans cette Région , l’Union Européenne investit 700,95 millions d’euros via le FEDER. ; avec un programme opérationnel (PO)  comprenant (période 2007-2013)[réf. nécessaire] :
- Une analyse de la situation du Nord-Pas-de-Calais comprenant un diagnostic et notamment l’identification des atouts, faiblesses, opportunités et menaces de la région
- Une stratégie d’emploi du FEDER, fondée sur l’analyse précédente, compatible avec le Cadre de Référence Stratégique National (CRSN) et le Programme National de Réforme (PNR) dans le cadre de la Stratégie de Lisbonne pour la croissance et l’emploi. Cette stratégie comprend des objectifs avec des indicateurs quantitatifs pertinents, l’identification des principales priorités d’action et la maquette financière
- Une description des axes prioritaires permettant d’atteindre les objectifs stratégiques précédents et décrivant le champ d’action du FEDER et les principales actions qui seront mises en œuvre au sein de ces axes
- Une description des moyens de mise en œuvre du Programme opérationnel, précisant notamment le rôle des principaux acteurs impliqués, les procédures et mécanismes employés pour assurer le suivi et l’évaluation du Programme opérationnel et les actions d’information et de communication qui seront mises en œuvre.

### Le «FEADER»
Le Fonds européen agricole pour le développement rural Il vise à améliorer notamment la gestion et le contrôle de la politique de développement rural pour la période 2007-2013, puis 2014-2020 qui fait l'objet d'une programmation en cours de préparation en 2013. 
Pour le programme 2007-2013, le FEADER avait pour objectifs de contribuer à améliorer [réf. nécessaire]:
- la compétitivité des secteurs agricole et forestier
- l'environnement et le paysage
- la qualité de vie dans les zones rurales et encourageant de la diversification de l'économie rurale

Exemple : application du FEADER en Nord-Pas-de-Calais: l'Union européenne investit via le FEADER 77.49 millions  d'euros. Ce fonds vise à financer le programme de développement rural hexagonal (PDRH) qui se compose d’un socle commun de mesures applicable dans l’ensemble des 21 régions et de 21 volets régionaux spécifiques dont la programmation est confiée aux préfets de région.
Chaque région élabore ainsi un document régional de développement rural (DRDR). Ce document permet de mettre en place les objectifs européens du FEADER au sein même des régions françaises.

### Le programme Life+
Le programme Life + est l'instrument financier pour l'environnement. C'est une des aides européennes en faveur de l'environnement.

### Le programme Marco Polo
Le programme Marco Polo est une aide européenne qui vise à améliorer la protection de l’environnement à travers les transports.

## Autres formes d'aides
Certaines aides passent par le partenariat public privé ou le tiers-investisseur
Depuis les années 1990 et l'apparition des mesures agrienvironnementales part croissante des subventions agricoles devraient être soumise à écoconditionnalité, mais certains auteurs estiment que ces subventions sont encore inégalement réparties.